# Der Fall Barschel
Der Fall Barschel ist ein dreistündiger deutscher Politthriller, der 2015 als Zweiteiler beim Filmfest München Premiere feierte und 2016 als Einteiler in der ARD ausgestrahlt wurde. Mit Hilfe der fiktiven Figur eines Journalisten behandelt er die realen Theorien über den Tod des schleswig-holsteinischen Ministerpräsidenten Uwe Barschel. Der Film wurde mehrfach ausgezeichnet, u. a. als bester TV-Film des Filmfestivals München mit dem Bernd Burgemeister-Preis. Besetzt ist der Film mit Alexander Fehling, Fabian Hinrichs, Matthias Matschke, Antje Traue, Edgar Selge, Luise Heyer, Martin Brambach, Paula Kalenberg und Rolf Lassgard. Die Kamera führte Benedikt Neuenfels, das Buch schrieben Marco Wiersch und Kilian Riedhof, der auch Regie führte.

## Handlung
Nach einem Flugzeugabsturz, den er schwerverletzt überlebt hat, verliert Uwe Barschel im schleswig-holsteinischen Wahlkampf überraschend an Boden. Kurz vor dem Urnengang gerät er zusätzlich unter Druck: Wie ein Nachrichtenmagazin berichtet, soll er seinen beliebten Konkurrenten Björn Engholm bespitzelt und gegen ihn mit Unterstützung des zwielichtigen Medienreferenten Reiner Pfeiffer eine Schmutzkampagne gestartet haben.
Öffentlich streitet Barschel mit seinem Ehrenwort alles ab, doch die aufstrebenden Reporter David Burger und Olaf Nissen decken eine Lüge auf. Daraufhin muss der Ministerpräsident zurücktreten und bei der Zeitung wird ausgelassen gefeiert. Als Barschel kurz darauf tot in der Badewanne eines Genfer Hotels gefunden wird, nimmt die Affäre eine neue Dimension an: Obwohl die Ermittler von einem Suizid ausgehen, spricht seine Familie von Mord.
Wie besessen folgt Burger über Jahre hinweg jeder neuen Spur, die den Fall immer monströser erscheinen lassen: illegale Waffengeschäfte über die DDR, Verbindungen zum U-Boot-Deal mit Südafrika und sogar ein möglicher Zusammenhang mit der Iran-Contra-Affäre.
Zu seinem früheren Leben sowie Freunden und Familie geht dabei zunehmend jeglicher Bezug verloren. Stattdessen taucht Burger, der eine Affäre mit der Fotografin Giselle beginnt, immer tiefer in eine Welt von zwielichtigen Informanten ein.

## Rezeption
„Bärenstarker Polit-Thriller. Kilian Riedhof und Marco Wiersch, die zehn Jahre an ihrem Drehbuch arbeiteten, verknüpfen alle wichtigen Theorien zu einem kinoreifen Meisterwerk.“

„Das gesamte Ensemble ist bestechend, die Kamera von Benedikt Neuenfels und der Schnitt von Andreas Radtke sorgen dafür, dass sich die dokumentarischen Aufnahmen des Films nahtlos in die Fiktion fügen, die alles versammelt, was man zum ‚Fall Barschel‘ wissen, sagen und mutmaßen kann, und dabei auch noch von erzählerischer Dichte und perfekten Tempowechseln geprägt ist. Das soll diesem Team erst einmal jemand nachmachen. Drei Stunden dauert ihr Opus, es ist keine Minute zu lang.“

## Auszeichnungen
- Bernd Burgemeister-Preis in der Kategorie „bester TV-Film“ beim Filmfest München[4]